# Маринд (язык)
Маринд (Gawir, Holifoersch, Marind, Southeast Marind, Tugeri) — папуасский язык, на котором говорит народность маринд, проживающая в индонезийской провинции Папуа в к северу и западу от города Мерауке.
У маринд есть диалекты гавир, тугери, халифоэрш и юго-восточный маринд. Существуют значительные различия между внутренними и прибрежными диалектами, но носители понимают друг друга. На северо-западном диалекте (Bian, Bian Marind, Boven-Mbian, Northwest Marind) говорят в районе реки Верхний Биан, в деревне Санаю района Мутинг округа Мерауке провинции Папуа.